# Fritz Burchardt
Fritz Adolph Burchardt, später Frank Burchardt (* 5. Januar 1902 in Barneberg; † 21. Dezember 1958 in Oxford) war ein deutsch-britischer Wirtschaftswissenschaftler.

## Leben
Nach dem Schulbesuch und dem Studium der Philosophie und Soziologie in Magdeburg und der Nationalökonomie in Marburg, Heidelberg und Kiel, begann Burchardt am Wirtschaftswissenschaftliche Seminar der Universität Kiel mit der Arbeit an seiner Dissertation über Joseph Schumpeters Beiträge zur statischen Analyse. In dieser stellte er die Schumpeter'sche Auffassung in Frage, dass Dynamiken in der Wirtschaft (verstanden als eine Entwicklungstheorie) zwangsläufig weniger präzise sind als die Theorie des stationären Gleichgewichtes und dass sie von dieser unabhängig sind.
Von 1926 bis 1933 war Burchardt Assistent von Adolph Löwe am Kieler Institut für Weltwirtschaft. Aufgrund seiner Forschungen zu dieser Zeit, die sich vor allem mit zyklisch verlaufenden Wachstumsprozessen moderner Industriewirtschaften befassten, gilt er als einer der Mitbegründer der Kieler Schule der Wirtschaftstheorie. Zu dieser Zeit tat er sich als Kritiker der gängigen Theorien vom handelsbasierten Geldkreislauf (monetary trade-cycle theories) hervor. 1928 legte er eine Geschichte der monetären Erklärungsansätze für den Geschäftskreislauf vor. 1931 und 1932 folgten zwei Aufsätze, in denen eine Synthese des sector model und des stage model präsentiert wurde.
Um 1932 ging Burchardt mit Löwe an die Universität Frankfurt, wo er 1933 seine Habilitationsschrift (Das Tableau Économique als Grundlage der Konjunkturtheorie), die nur in Teilen erhalten ist, einreichte.
Politisch gehörte Burchardt in der Weimarer Zeit der SPD und dem Reichsbanner Schwarz-Rot-Gold an.
Im Frühjahr 1933 wurde Burchardt aus dem Universitätsdienst verdrängt. Seine Habilitationsverfahren konnte er bedingt durch die Machtergreifung der Nationalsozialisten nicht mehr abschließen. Von 1933 bis 1935 arbeitete er stattdessen zwei Jahre lang als Redakteur für die Frankfurter Zeitung.
1935 emigrierte Burchardt nach Großbritannien, wo er eine Anstellung am Oxford Institute of Statistics fand, an dem er bis zu seinem Tod tätig blieb: Zunächst als Bibliothekar, ab 1945 als Vizedirektor und 1948 als Direktor dieser Einrichtung. An diesem Statistikinstitut koordinierte Burchardt die Forschungsarbeit der dortigen Mitarbeiter und begründete die institutseigene Fachzeitschrift Bulletin of the Oxford University Institute of Statistics. 1944 war er zudem Herausgeber der Studie The Economics of Full Employment. Seine eigene Forschungsarbeit drehte sich weiterhin um die Themen Wirtschaftswachstum und Konjunkturzyklen sowie zu einem geringeren Grad um Beschäftigung, Geldpolitik, Produktionstheorie und internationalen Handel.
Von den nationalsozialistischen Polizeiorganen wurde Burchardt nach seiner Emigration als Staatsfeind eingestuft. Im Frühjahr 1940 setzte das Reichssicherheitshauptamt in Berlin ihn auf die Sonderfahndungsliste G.B., ein Verzeichnis von Personen, die im Falle einer erfolgreichen deutschen Invasion Großbritanniens durch die Sonderkommandos der SS-Einsatzgruppen mit besonderer Priorität ausfindig gemacht und verhaftet werden sollten.
1940 wurde Burchardt, da formal noch immer deutscher Staatsangehöriger von den britischen Behörden als enemy alien auf der Isle of Man interniert. Aufgrund der Fürsprache namhafter Kollegen, darunter John Maynard Keynes wurde er aber im November 1940 wieder freigelassen und konnte nach Oxford zurückkehren.
1948 erhielt Burchardt von der Universität Oxford den Rang eines Fellows am Magdalen College und 1950 den eines Readers für Wirtschaft und Sozialstatistik (Economic and Social Statistics). 1954 wurde er zudem Faculty Fellow des Nuffleld College.

## Familie
Burchardt war seit 1932 mit Arne Herren verheiratet, mit der er einen Sohn und zwei Töchter hatte.

## Schriften
Als Autor:
- Beiträge zum Problem der Statik bei Schumpeter, 1925.
- „Entwicklungsgeschichte der monetären Konjunkturtheorie“, in: Weltwirtschaftliches Archiv Bd. 28, 1928, S. 78–143.

Als Herausgeber:
- The Economics of Full Employment, Oxford 1944.